# دافيد كوتشارسكي
دافيد كوتشارسكي (بالبولندية: Dawid Kucharski)‏ هو لاعب كرة قدم بولندي في مركز قلب الدفاع، ولد في 19 نوفمبر 1984 في كوستجن ناد أودران ‏ في بولندا. شارك مع منتخب بولندا تحت 21 سنة لكرة القدم. أما مع النوادي، فقد لعب مع بوغون شتشين ولخ بوزنان وهارت أوف ميدلوثيان.

## وصلات خارجية
- دافيد كوتشارسكي على موقع قاعدة بيانات كرة القدم.إي يو (الإنجليزية)
- دافيد كوتشارسكي على موقع Soccerbase.com (لاعب) (الإنجليزية)
- دافيد كوتشارسكي على موقع Soccerway.com (الإنجليزية)